# Бурый сосновый усач
Бурый сосновый усач (Arhopalus rusticus) — вид жуков-усачей из подсемейства спондилидин. Распространён в лесах Европы, Северной Африки, Азии. Завезен в Северную Америку, Австралию, Новую Зеландию и Аргентину.

## Описание
Коричневые или красно-коричневые жуки длиной тела имаго 10—30 мм. Голова широкая со срединной бороздкой. Усики у самок достигают середины надкрылий, у самца превышают середину длины надкрылий.

## Биология
Личинки развиваются внутри различных хвойных деревьев, семейств сосновых (сосна, пихта, лиственница, ель) и кипарисовых (кипарис, криптомерия, можжевельник). Личинки поражают корни и основание стволов здоровых, ослабленных или недавно погибших деревьев, а также иногда повреждают строительные материалы. Взрослые насекомые активны в ночное время суток, проводя время на кормовых растениях; могут прилетать на искусственный источник света. Жизненный цикл одной особи длится два-три года.